# گیلگال رفعیم
گیلگال رفعیم یا گیلگال رفایم یا گیلگال رفائم یا رجم الحیری (عربی: رجم الهري) یک بنای تاریخی بزرگ سنگی باستانی است که در مرکز آن یک دایره بزرگ سنگی تشکیل شده‌است. این بنا که به بزرگی یک شهر باستانی کوچک است در بخش اشغال شده توسط اسرائیل از بلندی‌های جولان (Golan)، سوریه، در حدود ۱۶ کیلومتری (۹٫۹ مایلی) شرق ساحل دریای جلیل (دریای گالیله یا دریاچه طبریه)، در وسط یک فلات بزرگ پوشیده از صدها دلمن (میزسنگ) واقع شده‌است. این بنا از بیش از ۴۲۰۰۰ سنگ بازالت که در دایره‌های متحدالمرکز چیده شده‌اند، تشکیل شده‌است و در مرکز خود تپه ای به ارتفاع ۱۵ فوت (۴٫۶ متر) دارد. برخی از حلقه‌ها کامل و برخی دیگر ناقص هستند. بیرونی‌ترین دیوار ۵۲۰ فوت (۱۶۰ متر) قطر و ۸ فوت (۲٫۴ متر) ارتفاع دارد. باستان شناسان قدمت تأسیس سایت و دیگر سکونتگاه‌های باستانی نزدیک را به دوره دوم برنز اولیه (۳۰۰۰–۲۷۰۰ قبل از میلاد) می‌دانند.
از آنجایی که کاوش‌ها بقایای مواد بسیار کمی را به دست آورده‌اند، باستان‌شناسان اسرائیلی این نظریه را مطرح می‌کنند که این مکان یک موقعیت دفاعی یا محله‌ای مسکونی نبوده‌است، بلکه به احتمال زیاد یک مرکز آیینی با فعالیت‌های آیینی برای آرام کردن خدایان بوده‌است، یا احتمالاً مرتبط با آیین مردگان است. با این حال، در مورد عملکرد آن اتفاق نظر وجود ندارد.

## نام رجم الهری
نام رجم الحیری، به معنی «تپه سنگی گربه وحشی»، از نقشه‌های باستانی سوریه گرفته شده‌است. اصطلاح روجم در عربی (مجموع rujum؛ عبری: rogem) همچنین می‌تواند به یک «تومول» (تلی از سنگ) اشاره کند. این نام گاهی اوقات به صورت روجم حیری یا روجم الحیری در می‌آید. روژم هیری نسخه عبری نام عربی رجم الحیری است. نام عبری که برای این سایت استفاده می‌شود Gilgal Refā'im یا Galgal Refā'īm، که معنی «چرخ ارواح» است زیرا Refa'im به معنای «ارواح» است.

## دریاچهٔ طَبَریه
دریاچهٔ طَبَریه که دریاچهٔ گلیل هم نامیده شده، یک دریاچهٔ آب شیرین، در نزدیکی گیلگال رفعیم (یا تپه سنگی گربه وحشی) در بلندی‌های گولان است. این دریاچه منبع مناسبی برای تأمین آب می‌باشد و از دیدگاه راهبردی دارای اهمیت بسیاری است. آب دریاچهٔ طبریه از چشمه‌های زیرزمینی و رود اردن تأمین می‌شود. رود اردن نیز خود از بلندی‌های گولان سرچشمه می‌گیرد. شهر طبریه نیز که یکی از چهار شهر مقدس یهود به‌شمار می‌آید در کنار این دریاچه واقع شده‌است. منسوب به طبریه را طبرانی می‌گویند. صلاح‌الدین ایوبی فرانک‌ها را در سومین جنگ صلیبی معروف به جنگ حطین در کنار این دریاچه شکست داد.